# Arquidiócesis de Bogotá
La arquidiócesis de Bogotá (en latín: Archidioecesis Bogotensis) es una circunscripción eclesiástica de la Iglesia católica en Colombia. Se trata de una arquidiócesis latina, sede metropolitana de la provincia eclesiástica de Bogotá. 
Desde el 25 de abril de 2020 su arzobispo y primado de Colombia es el cardenal Luis José Rueda Aparicio.

## Territorio y organización

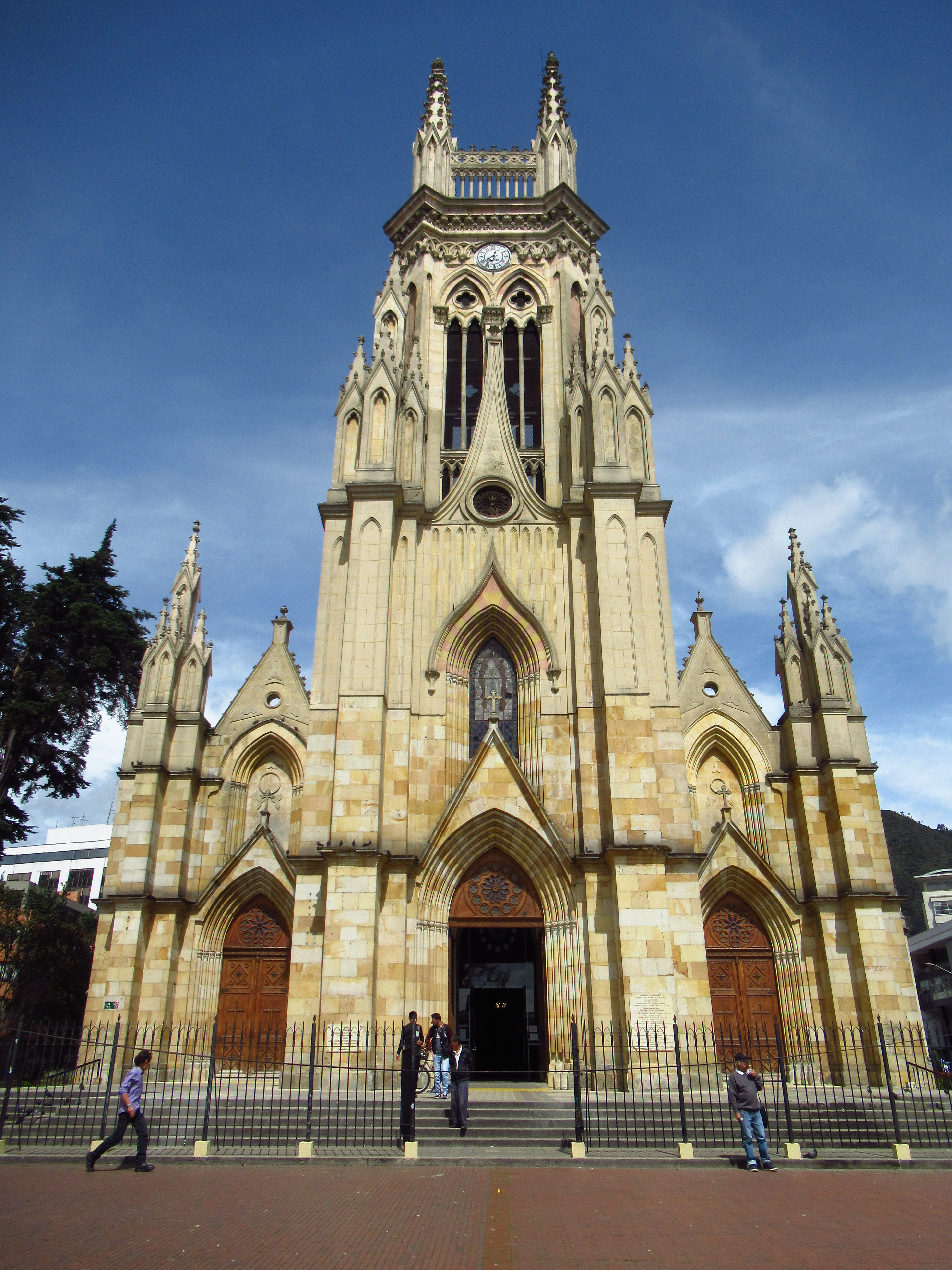
Basílica de Nuestra Señora de Lourdes, en Bogotá

La arquidiócesis tiene 4099 km² y extiende su jurisdicción sobre los fieles católicos de rito latino residentes en 
- 15 localidades de las 20 que conforman el municipio de Bogotá en el Distrito Capital:[nota 3] Usaquén, Chapinero, Santa Fe, San Cristóbal, Usme, Tunjuelito, Barrios Unidos, Teusaquillo, Los Mártires, Antonio Nariño, Puente Aranda, La Candelaria, Rafael Uribe Uribe, Ciudad Bolívar, Sumapaz, y en parte la localidad de Suba;
- 11 municipios del departamento de Cundinamarca: de lo cuales el de la La Calera es parte de la provincia del Guavio, y el resto conforman la provincia de Oriente: Cáqueza, Une, Chipaque, Ubaque, Choachí, Fómeque, Fosca, Gutiérrez, Quetame y Guayabetal.

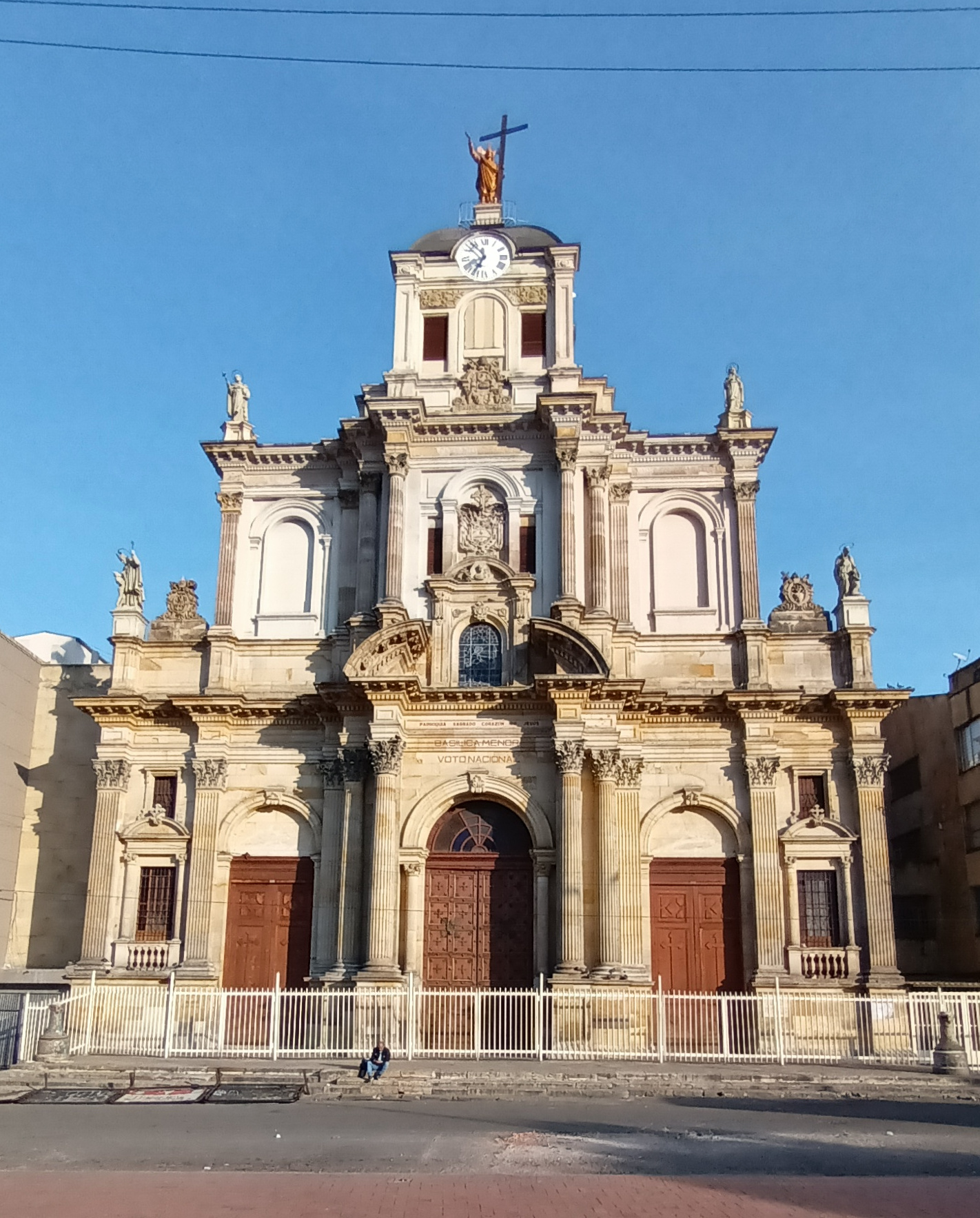
Basílica del Sagrado Corazón de Jesús, en Bogotá

Limita con la diócesis de Zipaquirá al norte; con la arquidiócesis de Villavicencio al sureste; con la diócesis de Neiva y la diócesis de Granada al sur; con la diócesis de Girardot al suroeste y las diócesis de Soacha, Fontibón y Engativá al oeste.

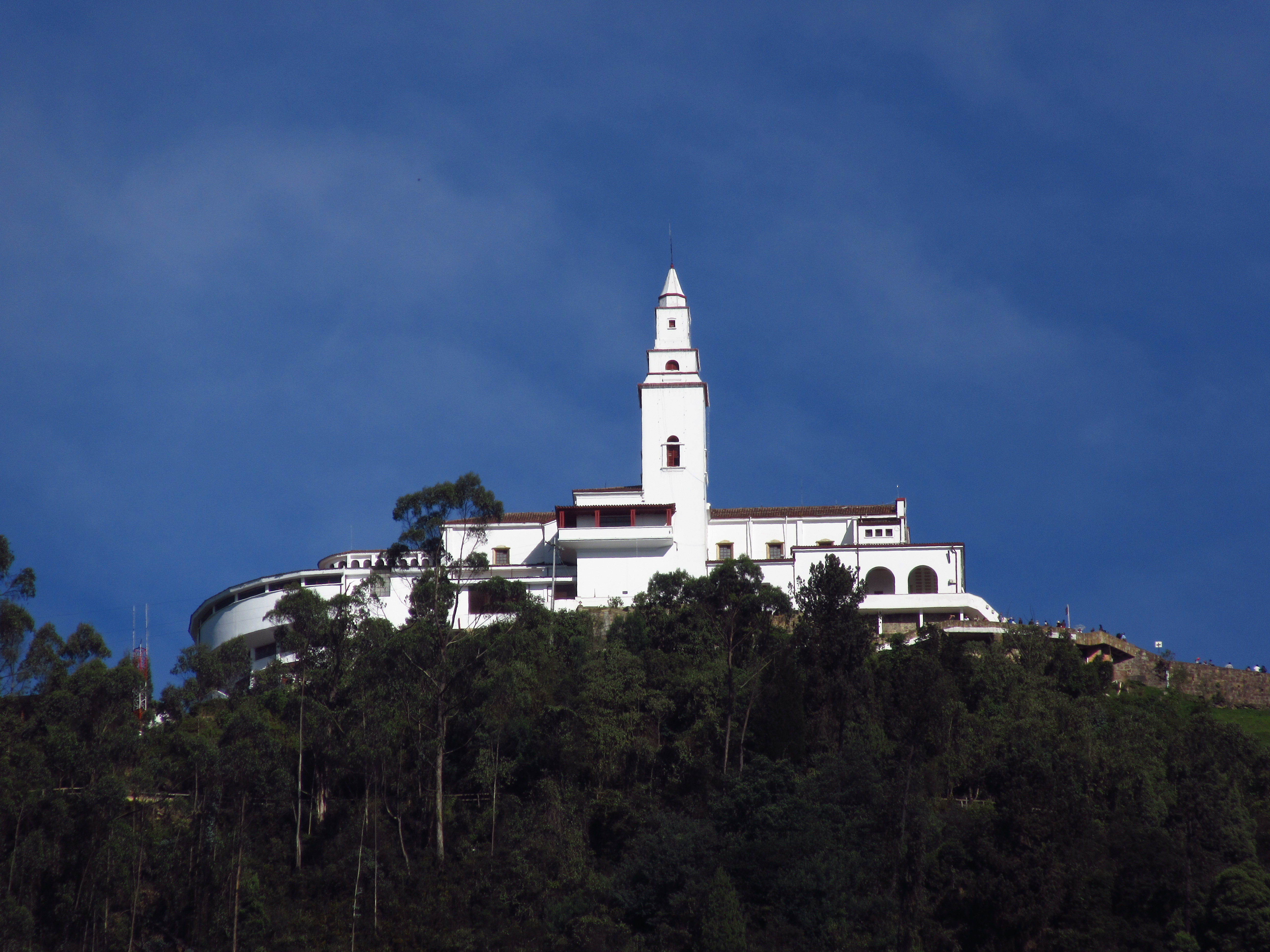
Basílica santuario del Señor Caído de Monserrate, en Bogotá

La sede de la arquidiócesis se encuentra en la ciudad de Bogotá, en donde se halla la Catedral basílica metropolitana de la Inmaculada Concepción y San Pedro (conocida como Catedral basílica metropolitana de Bogotá y Primada de Colombia), el santuario de Nuestra Señora del Carmen y las basílicas de: Nuestra Señora de Lourdes, Sagrado Corazón de Jesús y santuario del Señor Caído de Monserrate. En Cáqueza se encuentra la basílica de la Inmaculada Concepción.

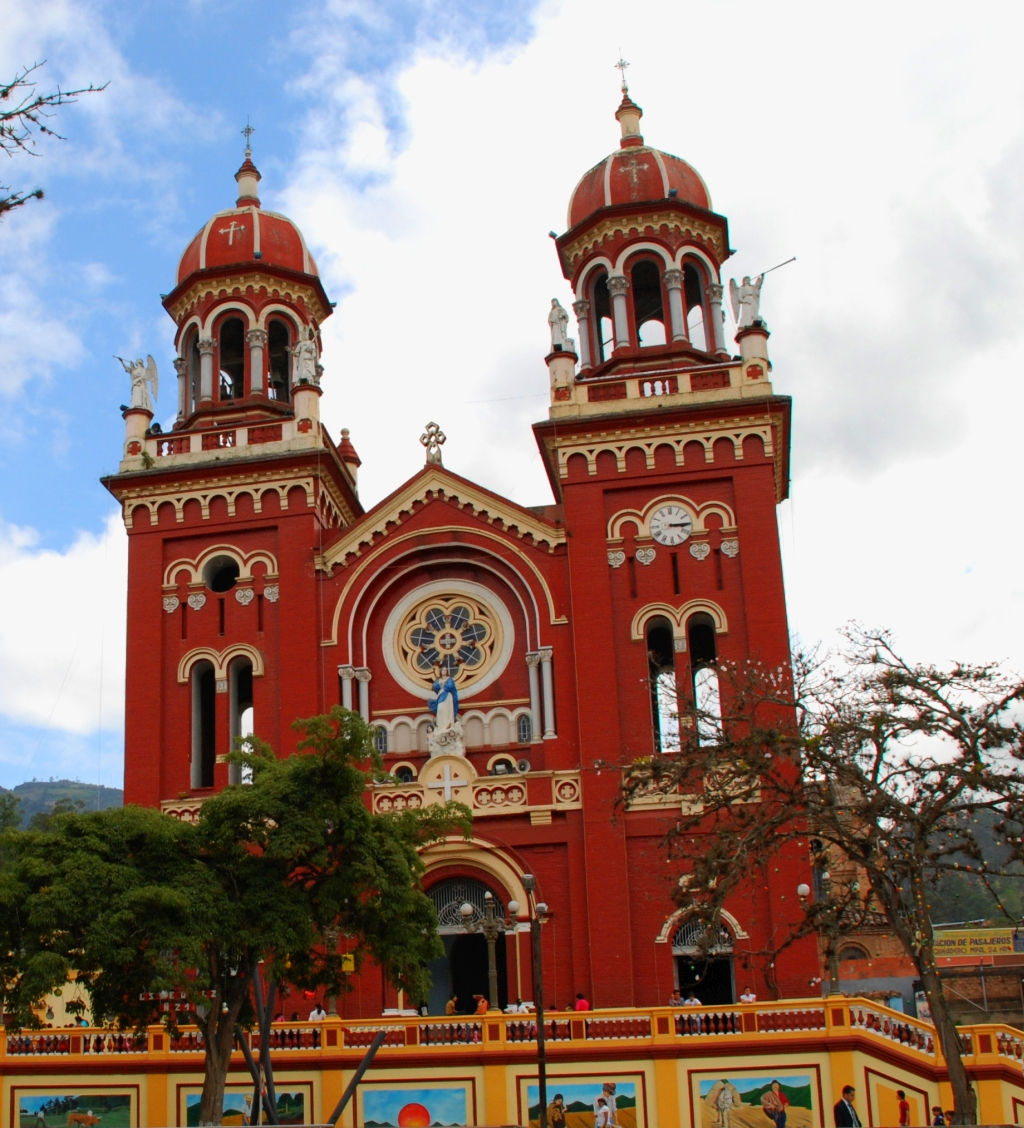
Basílica de la Inmaculada Concepción, en Cáqueza

La arquidiócesis tiene como sufragáneas a las diócesis de: Engativá, Facatativá, Fontibón, Girardot, Soacha y Zipaquirá. La provincia eclesiástica tiene agregados al obispado castrense y al exarcado apostólico maronita, ambos inmediatamente sujetos a la Santa Sede.

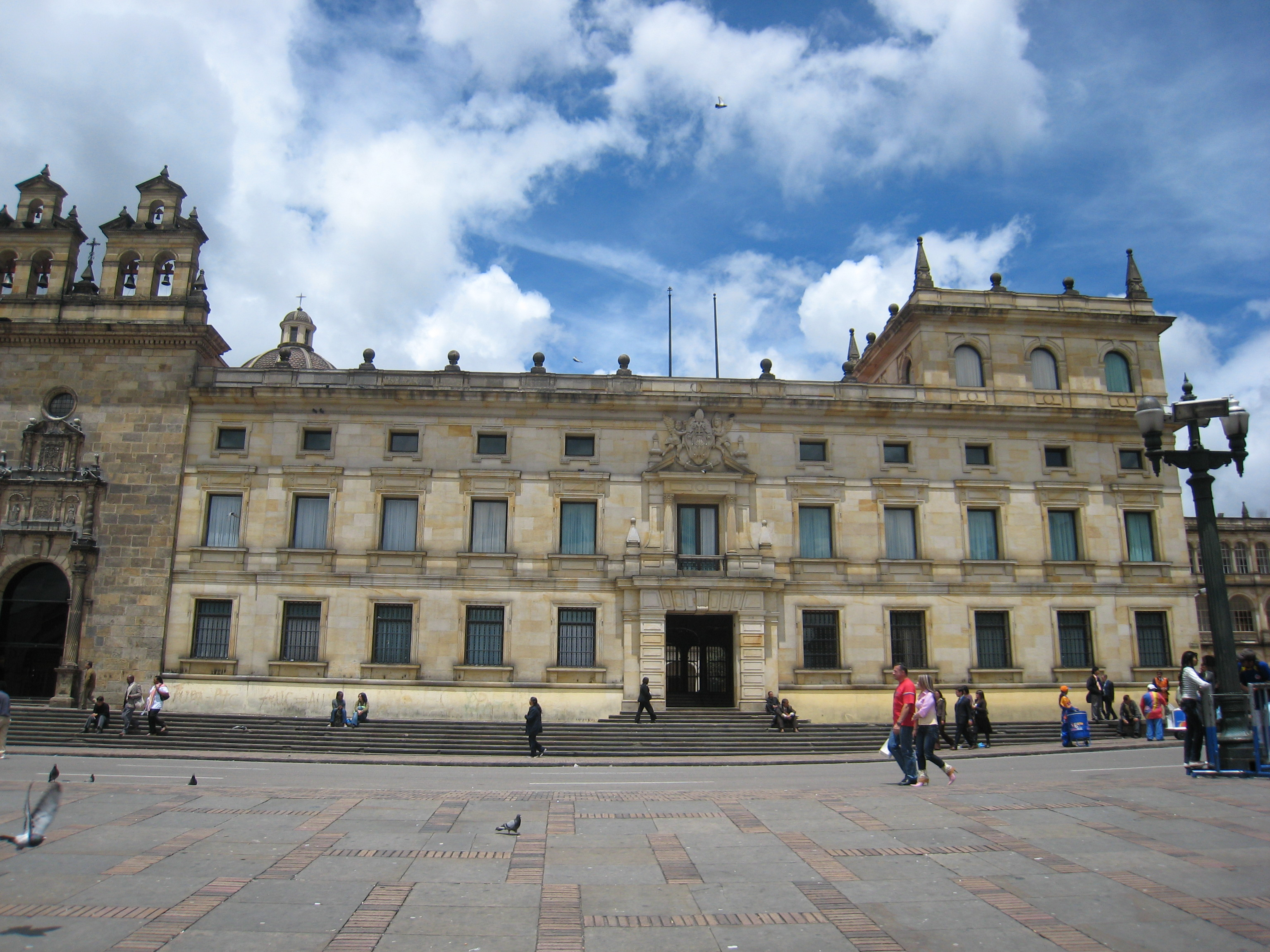
Palacio archiepiscopal de Bogotá

### División pastoral

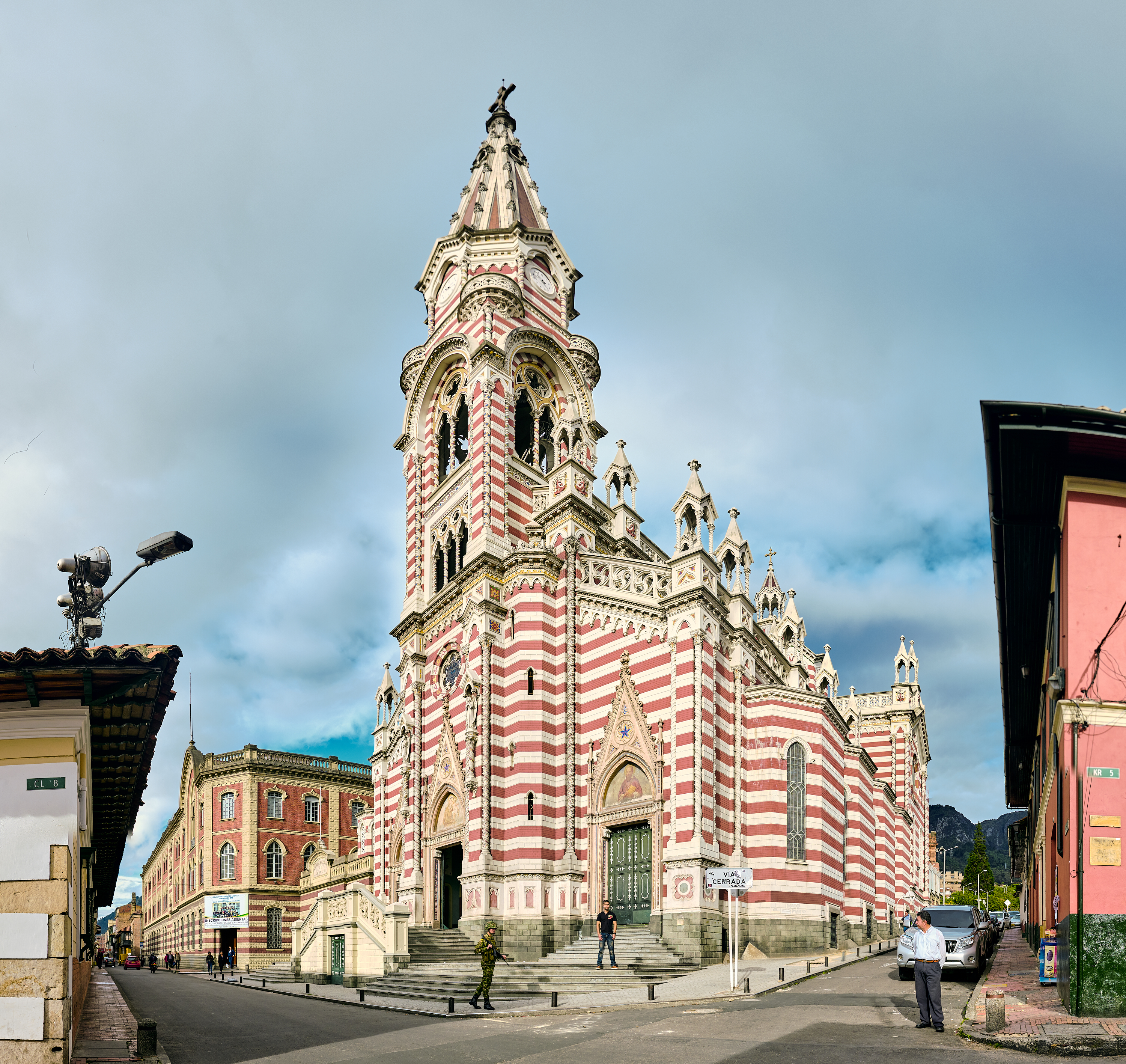
Santuario de Nuestra Señora del Carmen, en Bogotá

En 2022 en la arquidiócesis existían 297 parroquias agrupadas en 35 arciprestazgos y estos a su vez en 8 vicarias episcopales territoriales:
| Zonas pastorales                                                                              | Arciprestazgos | Parroquias | Vicario episcopal             |
| Vicaría episcopal territorial de la Inmaculada Concepción (zona centro)                       | 9              | 52         | Darío Álvarez Botero          |
| Vicaría episcopal territorial de Cristo Sacerdote (zona nororiental)                          | 7              | 42         | Julio Solórzano Solórzano     |
| Vicaría episcopal territorial del Espíritu Santo (zona sur-occidente)                         | 6              | 44         | Yoany Cupitra Díaz            |
| Vicaría Episcopal Territorial de San José (zona sur-oriente y Municipios de oriente)          | 7              | 43         | Edwin Vanegas Cuervo          |
| Vicaría episcopal territorial de San Pedro (zona norte-occidente)                             | 6              | 49         | Daniel Arturo Delgado Guana   |
| Vicaría episcopal territorial de San Pablo (zona sur-oriente (Usme))                          |                |            | Mauricio Urbina Villamil      |
| Vicaría episcopal territorial de Santa Isabel de Hungría (zona sur-occidente (Ciudad Bolívar) |                |            | Rubén Darío Hernández Perdomo |
| Vicaría episcopal territorial Padre Misericordioso (zona norte-oriente)                       |                |            | Rafael de Brigard             |
| Total                                                                                         | 35             | 390        |                               |

### Seminarios

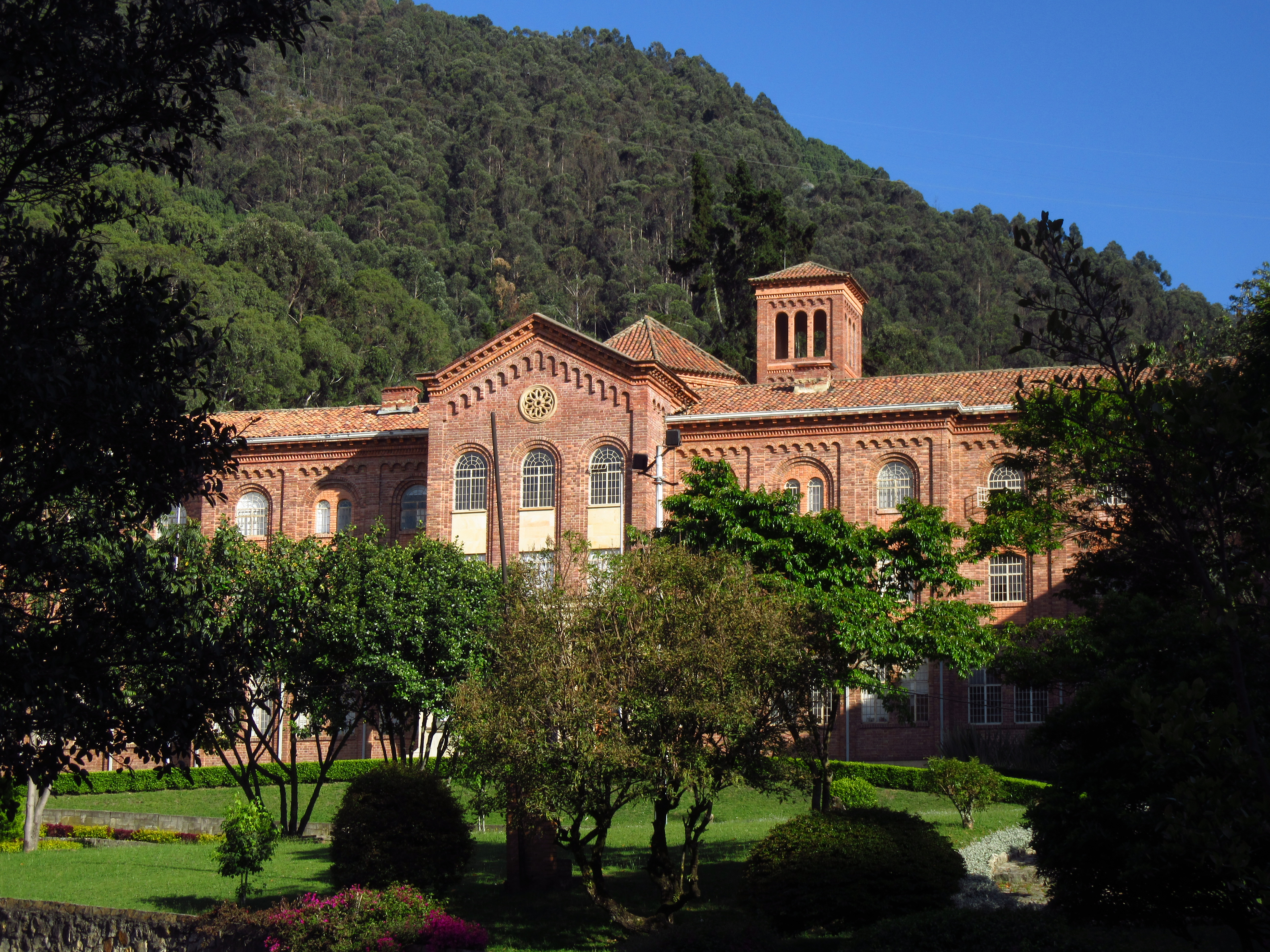
Seminario Mayor de Bogotá

Para atender las aspiraciones al ministerio presbiteral, el arzobispado cuenta con los siguientes centros de formación sacerdotal:
Seminario Conciliar de Bogotá
Es el seminario de la arquidiócesis, se enfoca en la formación de sacerdotes para el clero secular para la misma. Es uno de los más antiguos de América, fundado en 1581 como Seminario de San Luis. El rector actual del seminario es el padre Jaime Alberto Mancera Casas. El Seminario tiene un promedio de 200 estudiantes (internos y externos) en los diferentes años de formación. Actualmente, el Seminario Mayor está ubicado en la sede diseñada por el arquitecto José María Montoya Valenzuela entre 1943 y 1946, en tiempos del arzobispo Ismael Perdomo y en un predio que fue donado por don Enrique Pérez Hoyos y doña Mercedes Sierra de Pérez, en los cerros orientales de Bogotá.
Seminario Misionero Arquidiocesano Redemptoris Mater
Se enfoca en la formación de sacerdotes, que vienen de las vocaciones provenientes del Camino Neocatecumenal. El seminario es al mismo tiempo arquidiocesano (porque dependen directamente del arzobispo), internacional (los seminaristas proceden de diferentes países) y misionero (los seminaristas se preparan para ir a cualquier parte del mundo para evangelizar). Su rector actualmente es el pbro. José Vicente Sandino Macías, ordenado en el Seminario Misionero Arquidiocesano "Redemptoris Mater" de Medellín. El seminario está ubicado conjunto con el Santuario de la Peña.

## Historia
La sede de Bogotá tiene su origen en la diócesis de Santa Marta, erigida el 9 de enero de 1534 y desde el 12 de febrero de 1546 sufragánea de la arquidiócesis de Santo Domingo. En el consistorio del 11 de septiembre de 1562 el papa Pío IV autorizó el traslado de la sede, la catedral, el cabildo de canónigos y la curia de la diócesis a la ciudad de Santafé (hoy Bogotá), que desde 1549 se había convertido en capital del Nuevo Reino de Granada. Esta ciudad ya era desde hacía algún tiempo sede habitual de los obispos de Santa Marta y fue en Santafé donde se celebró entre mayo y junio de 1556 el primer sínodo diocesano de Santa Marta.
El 22 de marzo de 1564 el papa Pío IV, con la bula In suprema dignitatis apostolicae, confirmó la traslacción de la sede episcopal, que fue simultáneamente elevada al rango de arquidiócesis metropolitana con el nuevo nombre de "arquidiócesis de Santafé". La excatedral de Santa Marta devino en una colegiata. La provincia eclesiástica original incluía las diócesis de Popayán y Cartagena (hoy ambas arquidiócesis).
El 15 de abril de 1577 cedió una porción de su territorio para la nueva erección de la diócesis de Santa Marta, que pasó a ser una de sus sufragáneas.
En 1581 se estableció el primer seminario, que lleva el nombre de San Luis de los Franceses, pero tuvo que cerrarse el 20 de octubre de 1587 por problemas económicos, ya que el fondo de dotación no era suficiente para cubrir deudas y gastos.
El 18 de octubre de 1605 se instituyó el segundo seminario, dedicado a San Bartolomé y confiado a los jesuitas. En 1767 los jesuitas fueron expulsados y la vida del seminario tuvo que sufrir turbulencias debido a la incertidumbre en el control y la financiación.
El 12 de marzo de 1789 el rey de España dispuso que la ciudad de Pamplona y la parroquia de San José de Cúcuta fueran transferidas a la diócesis de Mérida (hoy arquidiócesis de Mérida). Luego de la disolución de la Gran Colombia y el establecimiento en 1830 del Estado de Venezuela, en 1832 esta transferencia fue revertida.
Posteriormente, la arquidiócesis cedió partes de su territorio para la erección de nuevas diócesis:
- la diócesis de Mérida (hoy arquidiócesis de Mérida) el 16 de febrero de 1778 mediante la bula Magnitudo divinae bonitatis del papa Pío VI;[10][11]
- la diócesis de Antioquia (hoy arquidiócesis de Santa Fe de Antioquia) el 31 de agosto de 1804;
- la diócesis de Nueva Pamplona (hoy arquidiócesis de Nueva Pamplona) el 25 de septiembre de 1835 mediante la bula Coelestem agricolam del papa Gregorio XVI;[12]
- la diócesis de Tunja (hoy arquidiócesis de Tunja) el 29 de julio de 1880 mediante la bula Infinitus amor del papa León XIII;[13]
- la diócesis de Tolima, hoy suprimida, el 30 de agosto de 1894 mediante el breve Illud semper del papa León XIII.[14]

El 8 de junio de 1898 tomó el nombre de arquidiócesis de Bogotá en Colombia, que el 12 de enero de 1953 fue simplificado a arquidiócesis de Bogotá con un decreto de la Congregación Consistorial.
El 7 de noviembre de 1902 el papa León XIII concedió al arzobispo y a sus sucesores el título de primado de Colombia.
Posteriormente volvió a ceder otras porciones de su territorio para la erección de nuevas circunscripciones eclesiásticas:
- la prefectura apostólica de las Intendencias Orientales (hoy arquidiócesis de Villavicencio) el 23 de junio de 1903 mediante el decreto Cum perplures de la Congregación para Asuntos Eclesiásticos Extraordinarios;[18]
- la diócesis de Zipaquirá el 1 de septiembre de 1951 mediante la bula Ne nimia dioecesium del papa Pío XII;[19]
- la diócesis de Girardot el 29 de mayo de 1956 mediante la bula Quandocumque amplo del papa Pío XII;[20]
- la diócesis de Facatativá el 16 de marzo de 1962 mediante la bula Summi Pastoris del papa Juan XXIII;[21]
- las diócesis de Fontibón (mediante la bula Suam eminet),[22] Engativá (mediante la bula Ad efficacius providendum)[23] y Soacha (mediante la bula Frequenter fieri)[24] por el papa Juan Pablo II el 6 de agosto de 2003.

La arquidiócesis ha recibido las visitas pastorales de tres pontífices: Pablo VI en 1968, Juan Pablo II en 1986 y Francisco en 2017.

## Estadísticas
Según el Anuario Pontificio 2023 la arquidiócesis tenía a fines de 2022 un total de 4 142 000 fieles bautizados.
| Año                                                                             | Población | Población | Población      | Sacerdotes | Sacerdotes | Sacerdotes | Católicos por sacerdote | Diáconos permanentes | Religiosos | Religiosos | Parroquias y cuasiparroquias |
| Año                                                                             | Católicos | Total     | % de católicos | Total      | Diocesanos | Regulares  | Católicos por sacerdote | Diáconos permanentes | Masculinos | Femeninos  | Parroquias y cuasiparroquias |
| ------------------------------------------------------------------------------- | --------- | --------- | -------------- | ---------- | ---------- | ---------- | ----------------------- | -------------------- | ---------- | ---------- | ---------------------------- |
| 1950                                                                            | 1 799 000 | 1 810 000 | 99.4           | 581        | 191        | 390        | 3096                    |                      | 450        | 2100       | 173                          |
| 1959                                                                            | 1 132 389 | 1 152 389 | 98.3           | 675        | 195        | 480        | 1677                    |                      | 1060       | 2884       | 118                          |
| 1965                                                                            | 1 950 000 | 2 000     | 97.5           | 822        | 263        | 559        | 2372                    |                      | 700        | 3115       | 133                          |
| 1968                                                                            | 2 000     | 2 122 112 | 94.2           | 645        | 245        | 400        | 3100                    |                      | 400        | 4515       | 160                          |
| 1976                                                                            | 3 115 252 | 3 211 609 | 97.0           | 1016       | 356        | 660        | 3066                    |                      | 1388       | 3527       | 182                          |
| 1980                                                                            | 3 838 000 | 3 957 000 | 97.0           | 985        | 289        | 696        | 3896                    |                      | 1292       | 3602       | 186                          |
| 1990                                                                            | 4 556 000 | 5 063 000 | 90.0           | 1160       | 349        | 811        | 3927                    |                      | 1673       | 3700       | 249                          |
| 1999                                                                            | 6 000     | 6 850 000 | 87.6           | 1452       | 492        | 960        | 4132                    |                      | 1929       | 4975       | 302                          |
| 2000                                                                            | 6 093 416 | 7 114 568 | 85.6           | 1430       | 481        | 949        | 4261                    |                      | 1697       | 4855       | 323                          |
| 2001                                                                            | 6 067 029 | 7 084 341 | 85.6           | 1359       | 435        | 924        | 4464                    | 20                   | 2009       | 4503       | 337                          |
| 2002                                                                            | 6 544 026 | 7 651 088 | 85.5           | 1424       | 499        | 925        | 4595                    | 38                   | 1834       | 3247       | 340                          |
| 2003                                                                            | 3 546 186 | 4 140 000 | 85.7           | 1251       | 382        | 869        | 2834                    | 42                   | 1802       | 3060       | 227                          |
| 2004                                                                            | 3 279 690 | 3 850 518 | 85.2           | 1221       | 413        | 808        | 2686                    | 37                   | 1270       | 2138       | 227                          |
| 2006                                                                            | 3 586 000 | 4 184 000 | 85.7           | 691        | 394        | 297        | 5189                    | 53                   | 997        | 2604       | 231                          |
| 2009                                                                            | 3 702 000 | 4 319 000 | 85.7           | 607        | 264        | 343        | 6099                    | 69                   | 774        | 1280       | 234                          |
| 2012                                                                            | 3 880 000 | 4 527 000 | 85.7           | 896        | 503        | 393        | 4330                    | 96                   | 986        | 1574       | 244                          |
| 2015                                                                            | 3 791 872 | 4 399 944 | 86.2           | 741        | 314        | 427        | 5117                    | 130                  | 1023       | 1452       | 275                          |
| 2018                                                                            | 4 032 500 | 4 679 165 | 86.2           | 954        | 409        | 545        | 4226                    | 157                  | 1090       | 1584       | 293                          |
| 2020                                                                            | 4 171 000 | 4 841 330 | 86.2           | 1021       | 421        | 600        | 4085                    | 166                  | 1196       | 1351       | 297                          |
| 2022                                                                            | 4 142 000 | 4 806 000 | 86.2           | 1104       | 469        | 635        | 3751                    | 172                  | 1219       | 1367       | 297                          |
| Fuente: Catholic-Hierarchy, que a su vez toma los datos del Anuario Pontificio. |           |           |                |            |            |            |                         |                      |            |            |                              |

## Episcopologio
- Juan de los Barrios, O.F.M. † (22 de marzo de 1564-12 de febrero de 1569 falleció)[26]
- Luis Zapata de Cárdenas, O.F.M. † (8 de noviembre de 1570-24 de enero de 1590 falleció)
- Alfonso López de Ávila † (29 de noviembre de 1591-30 de diciembre de 1591 falleció)
- Bartolomé Martínez Menacho y Mesa (Mechado) † (30 de abril de 1593-17 de agosto de 1594 falleció)
- Bartolomé Lobo Guerrero † (12 de agosto de 1596-19 de noviembre de 1607nombrado arzobispo de Lima)
- Juan de Castro, O.S.A. † (7 de enero de 1608-junio de 1609 renunció)[27]
- Pedro Ordóñez y Flórez † (19 de abril de 1610-11 de junio de 1614 falleció)
- Fernando Arias de Ugarte † (14 de marzo de 1616-15 de abril de 1624nombrado arzobispo de La Plata o Charcas)
- Julián de Cortázar † (7 de abril de 1625-31 de octubre de 1630 falleció)
- Bernardino de Almansa Carrión † (15 de diciembre de 1631-26 de septiembre de 1633 falleció)
- Cristóbal de Torres, O.P. † (8 de enero de 1635-8 de julio de 1654 falleció)
  - Sede vacante (1654-1659)
- Juan de Dios Aguinao, O.P. † (10 de noviembre de 1659-5 de octubre de 1678 falleció)
- Antonio Sanz Lozano † (19 de agosto de 1680-28 de mayo de 1688 falleció)
- Ignacio de Urbina, O.S.H. † (7 de noviembre de 1689-18 de abril de 1701 nombrado arzobispo a título personal de Tlaxcala)
  - Sede vacante (1701-1704)
- Francisco de Cosío y Otero † (14 de enero de 1704-29 de noviembre de 1715 falleció)
- Francisco del Rincón, O.M. † (5 de octubre de 1716-28 de junio de 1723 falleció)
- Antonio Claudio Álvarez de Quiñones † (29 de enero de 1725-21 de octubre de 1736 falleció)
- Juan de Galabis, O.Praem. † (3 de marzo de 1738-14 de noviembre de 1739 falleció)
- Diego Fermín de Vergara, O.S.A. † (19 de diciembre de 1740-7 de febrero de 1744 falleció).[28]
- Pedro Felipe de Azúa e Iturgoyen † (18 de diciembre de 1744-antes del 11 de abril de 1753 renunció)
- José Javier de Arauz y Rojas † (28 de mayo de 1753-febrero de 1764 falleció)
  - Manuel Sosa Betencourt † (22 de abril de 1765-12 de noviembre de 1765 falleció) (obispo electo)
- Francisco Antonio de la Riva Mazo † (9 de diciembre de 1765-8 de diciembre de 1768 falleció)
- Lucas Ramírez Galán, O.F.M. † (21 de agosto de 1769-12 de diciembre de 1770 nombrado arzobispo a título personal de Tuy)
- Agustín Manuel Camacho y Rojas † (4 de marzo de 1771-13 de abril de 1774 falleció)
- Agustín de Alvarado y Castillo † (13 de marzo de 1775-14 de diciembre de 1778 nombrado arzobispo a título personal de Ciudad Rodrigo)
- Antonio Caballero y Góngora † (14 de diciembre de 1778-15 de septiembre de 1788 nombrado arzobispo a título personal de Córdoba)
- Baltasar Jaime Martínez Compañón † (15 de diciembre de 1788-17 de agosto de 1797 falleció)
- Fernando del Portillo y Torres, O.P. † (29 de octubre de 1798-20 de enero de 1804 falleció)
- Juan Bautista Sacristán † (20 de agosto de 1804-1 de febrero de 1817 falleció)
  - Sede vacante (1817-1819)
- Isidoro Domínguez, C.R.M. † (23 de agosto de 1819-6 de abril de 1822 falleció)
  - Sede vacante (1822-1827)
- Fernando Caicedo y Flórez † (21 de mayo de 1827-17 de febrero de 1831 falleció)
  - Sede vacante (1831-1834)
- Manuel José Mosquera y Arboleda † (19 de diciembre de 1834-10 de diciembre de 1853 falleció)
- Antonio Herrán y Zaldúa † (13 de enero de 1854-6 de febrero de 1868 falleció)
- Vicente Arbeláez Gómez † (6 de febrero de 1868 por sucesión-29 de junio de 1884 falleció)
- José Telésforo Paúl Vargas, S.I. † (6 de agosto de 1884-8 de abril de 1889 falleció)
- Ignacio León Velasco, S.I. † (27 de mayo de 1889-10 de abril de 1891 falleció)
- Bernardo Herrera Restrepo † (4 de junio de 1891-2 de enero de 1928 falleció)
- Ismael Perdomo Borrero † (2 de enero de 1928 por sucesión-3 de junio de 1950 falleció)
- Cardenal Crisanto Luque Sánchez † (14 de julio de 1950-7 de mayo de 1959 falleció)
- Cardenal Luis Concha Córdoba † (18 de mayo de 1959-29 de julio de 1972 retirado)
- Cardenal Aníbal Muñoz Duque † (29 de julio de 1972 por sucesión-25 de junio de 1984 retirado)
- Cardenal Mario Revollo Bravo † (25 de junio de 1984-13 de agosto de 1994 retirado)
- Cardenal Pedro Rubiano Sáenz † (27 de diciembre de 1994-8 de julio de 2010 retirado)
- Cardenal Rubén Salazar Gómez (8 de julio de 2010-25 de abril de 2020 retirado)
- Cardenal Luis José Rueda Aparicio, desde el 25 de abril de 2020